# Severinia turcomaniae amphalata
Severinia turcomaniae amphalata es una subespecie de mantis de la familia Mantidae.

## Distribución geográfica
Se encuentra en Turkmenistán.